# Roman Yevgenyevich Belyayev
Bản mẫu:Eastern Slavic name
Roman Yevgenyevich Belyayev (tiếng Nga: Роман Евгеньевич Беляев; sinh ngày 14 tháng 2 năm 1988) là một cầu thủ bóng đá người Nga. Hiện tại anh thi đấu cho FC Sibir Novosibirsk. Anh ra mắt chuyên nghiệp tại Russian First Division năm 2007 cho FC Sibir Novosibirsk.